# Hubert Brandenburg
Hubert Brandenburg (Osnabrück, 17 novembre 1923 – Osnabrück, 4 novembre 2009) è stato un vescovo cattolico tedesco.

## Biografia
Monsignor Hubert Brandenburg nacque a Osnabrück il 17 novembre 1923 ed era figlio del procuratore capo Hermann Brandenburg (1868-1940) e di sua moglie Carla Brandenburg, nata Spiegel (1882-1967). Era nipote del politico del Partito di Centro Tedesco e deputato del Reichstag Carl Brandenburg, che dal 1891 al 1902 rappresentò il collegio elettorale di Meppen come successore di Ludwig Windthorst. Fu obbligato a prestare servizio militare dopo un esame di emergenza al Gymnasium Carolinum di Osnabrück. Fu comandante di motoscafo. Il suo incarico lo portò a Tromsø, nel nord della Norvegia. Servì nella stessa flottiglia del futuro vescovo protestante Eduard Lohse con il quale in seguito collaborò significativamente nell'ecumenismo.

### Formazione e ministero sacerdotale
Dopo la guerra studiò giurisprudenza ed economia. In seguito si sentì chiamato al sacerdozio e studiò alla Facoltà teologica cattolica dell'Università di Münster. Fu membro delle associazioni studentesche cattoliche K.D.St.V. Sauerlandia Münster e A.V. Widukind Osnabrück, dell'Associazione Carolingia e della Curatorium Carolini.
Il 20 dicembre 1952 fu ordinato presbitero per la diocesi di Osnabrück nella cattedrale diocesana. In seguito fu vicario parrocchiale della parrocchia di Sant'Antonio a Winterhude. Operò in particolare tra gli ancora numerosi rifugiati di guerra. Dal 1955 al 1958 studiò per il dottorato in teologia presso la Pontificia Università Gregoriana a Roma che conseguì con una tesi su "Caritas e assistenza base per la collaborazione" con il prof. Gustav Gundlach. Dal 1958 fu incaricato della pastorale giovanile della diocesi di Osnabrück. Nel 1967 divenne canonico e poi direttore finanziario della diocesi.
Nel 1972 il cardinale Eugène Tisserant, gran maestro dell'Ordine equestre del Santo Sepolcro di Gerusalemme, lo nominò membro dell'ordine con il grado di commendatore con stella. Il 13 maggio dello stesso anno venne investito delle insegne dal cardinale Lorenz Jäger e da Hermann Josef Abs, rispettivamente gran priore e governatore della Luogotenenza tedesca. Fu membro dell'Associazione tedesca di Terra Santa ed era coinvolto in numerosi progetti sociali in Terra santa.

### Ministero episcopale
Il 12 dicembre 1974 papa Paolo VI lo nominò vescovo ausiliare di Osnabrück e titolare di Strathearn. Ricevette l'ordinazione episcopale il 26 gennaio successivo dal vescovo di Osnabrück Helmut Hermann Wittler, coconsacranti il vescovo Andrzej Maria Deskur, presidente del Pontificio consiglio delle comunicazioni sociali, e il vescovo ausiliare di Osnabrück Johannes Albert von Rudloff.
Il 21 novembre 1977 papa Paolo VI lo nominò vescovo di Stoccolma. Sotto la guida di monsignor Brandenburg, l'organizzazione della diocesi venne migliorata. Era ansioso che i cattolici di tutto il paese avessero una loro parrocchia. Allo stesso modo, le attività vennero ampliate impiegando più persone presso il vescovato e il centro catechetico. Quando nel 1987 ricevette un vescovo ausiliare nella persona di monsignor Leonard William Kenney fu possibile sviluppare la Caritas, un lavoro che appassionò molto il vescovo Brandenburg.
Dall'8 al 10 giugno 1989 la sua diocesi ricevette la visita di papa Giovanni Paolo II. Fu la prima volta in assoluto che un vescovo svedese riceveva un papa nel suo paese. La visita fu importante anche per le relazioni ecumeniche e vide il coinvolgimento entusiasta anche dell'arcivescovo luterano di Uppsala Bertil Werkström.
Nel 1995 convocò un sinodo diocesano. Prima del suo inizio chiese a tutti i cattolici della diocesi di scrivergli e di parlargli delle loro esperienze e di quali problemi erano allora importanti per la Chiesa cattolica in Svezia. Il risultato furono due entusiasmanti giorni di aspri e duri negoziati. Monsignor Brandenburg ebbe quindi l'opportunità di mettere alla prova le sue buone capacità diplomatiche e di prendere decisioni chiare. Lo stato d'animo duro ma allo stesso tempo affettuoso del sinodo impressionò molti, non ultimi gli osservatori ecumenici che il vescovo aveva invitato.
Fu vicepresidente della Conferenza episcopale della Scandinavia per molti anni.
Il 17 novembre 1998 papa Giovanni Paolo II accettò la sua rinuncia al governo pastorale della diocesi per raggiunti limiti di età. Si trasferì in un appartamento a Helsingborg. Essendo questa località vicina alla Germania vi si recava spesso e volentieri con la sua auto. Nel 2004 tornò nella sua città natale, Osnabrück. Durante gli ultimi anni monsignor Brandenburg si ammalò e venne spesso ricoverato in ospedale. Nonostante ciò, continuò a visitare spesso la Svezia ed era coinvolto in ciò che accadeva nel paese e nella Chiesa in generale. L'ultima visita nella sua vecchia diocesi risale al novembre del 2007.
Morì a Osnabrück il 4 novembre 2009 all'età di 85 anni dopo una lunga malattia. Le esequie si tennero il 14 novembre nella cattedrale di Osnabrück. Al termine del rito fu sepolto nella cripta dello stesso edificio.

## Genealogia episcopale e successione apostolica
La genealogia episcopale è:
- Cardinale Scipione Rebiba
- Cardinale Giulio Antonio Santori
- Cardinale Girolamo Bernerio, O.P.
- Arcivescovo Galeazzo Sanvitale
- Cardinale Ludovico Ludovisi
- Cardinale Luigi Caetani
- Cardinale Ulderico Carpegna
- Cardinale Paluzzo Paluzzi Altieri degli Albertoni
- Papa Benedetto XIII
- Papa Benedetto XIV
- Papa Clemente XIII
- Cardinale Marcantonio Colonna
- Cardinale Giacinto Sigismondo Gerdil, B.
- Cardinale Giulio Maria della Somaglia
- Cardinale Carlo Odescalchi, S.I.
- Vescovo Eugène de Mazenod, O.M.I.
- Cardinale Joseph Hippolyte Guibert, O.M.I.
- Cardinale François-Marie-Benjamin Richard de la Vergne
- Cardinale Pietro Gasparri
- Arcivescovo Cesare Orsenigo
- Cardinale Josef Frings
- Vescovo Helmut Hermann Wittler
- Vescovo Hubert Brandenburg

La successione apostolica è:
- Vescovo Leonard William Kenney, C.P. (1987)
- Cardinale Anders Arborelius, O.C.D. (1998)